# Callionymus macdonaldi
 Callionymus macdonaldi és una espècie de peix de la família dels cal·lionímids i de l'ordre dels perciformes.

## Distribució geogràfica
Es troba a Papua Nova Guinea i Austràlia.